# تالکاو
تالکاو (به آلمانی: Talkau) یک شهر در آلمان است که در هرتسوگتوم لاونبورگ واقع شده‌است. تالکاو ۵۳۲ نفر جمعیت دارد.